# Ponto Belo
Ponto Belo är en kommun i Brasilien.   Den ligger i delstaten Espírito Santo, i den sydöstra delen av landet, 800 km öster om huvudstaden Brasília. Antalet invånare är 6 979.
Omgivningarna runt Ponto Belo är huvudsakligen savann. Runt Ponto Belo är det glesbefolkat, med 10 invånare per kvadratkilometer.